# 半蔵門駅
半蔵門駅（はんぞうもんえき）は、東京都千代田区麹町一丁目にある、東京地下鉄（東京メトロ）半蔵門線の駅である。駅番号はZ 05。
半蔵門線唯一の単独駅である。
駅名の半蔵門とはかつて存在した同名の江戸城の城門（江戸城三十六見附の一つ）に由来している。

## 歴史
- 1982年（昭和57年）12月9日：帝都高速度交通営団（営団地下鉄）半蔵門線が永田町駅から延伸された際の終着駅として開業。
- 1989年（平成元年）1月26日：半蔵門線が三越前駅まで延伸され、中間駅となる[2]。
- 2004年（平成16年）4月1日：帝都高速度交通営団（営団地下鉄）民営化に伴い、当駅は東京地下鉄（東京メトロ）に継承される[3]。
- 2007年（平成19年）3月18日：ICカード「PASMO」の利用が可能となる[4]。
- 2018年（平成27年）9月13日：発車メロディを導入[5]。

## 駅構造
島式ホーム1面2線を有する地下駅である。コンコースおよび改札階は地下2階、ホーム階が地下3階にそれぞれ位置し、エレベーター・エスカレーターが設置されている。改札口は3か所あり、うち1か所はエレベーター利用の際の専用改札となっている。ホームの駅名標周りには、国立劇場の定式幕（緞帳）をイメージした緑色・柿しぶ色・黒色のデザインパネルを配置している。半蔵門方面改札の改札内には歌舞伎の鏡獅子壁画レリーフを、改札外には半蔵門付近の地上風景をイメージした壁画レリーフを配置した。
1982年（昭和57年）12月の開業当初、2番線は降車専用ホームであった。押上方には引き上げ線1線（折り返し用）と開業前の本線2線が留置線として運用された。この開業に伴い、青山一丁目 - 永田町間で実施されていた変則な単線運転は解消された。この引き上げ線は現在も残されており、現行ダイヤでは朝ラッシュ時に渋谷駅方面からの列車の1本が当駅で折り返す。また、夜間にも引き上げ線に留置される車両がある（回送入庫、翌朝の当駅始発の押上行きとなる）。

### のりば
| 番線 | 路線     | 行先                                     |
| ---- | -------- | ---------------------------------------- |
| 1    | 半蔵門線 | 渋谷・長津田・中央林間方面               |
| 2    | 半蔵門線 | 押上〈スカイツリー前〉・久喜・南栗橋方面 |

（出典：東京メトロ:構内図）
- 平日朝ラッシュ時、田園都市線からの東急5000系の6ドア車両は、当駅までは座席を収納しての運行を行っていた。

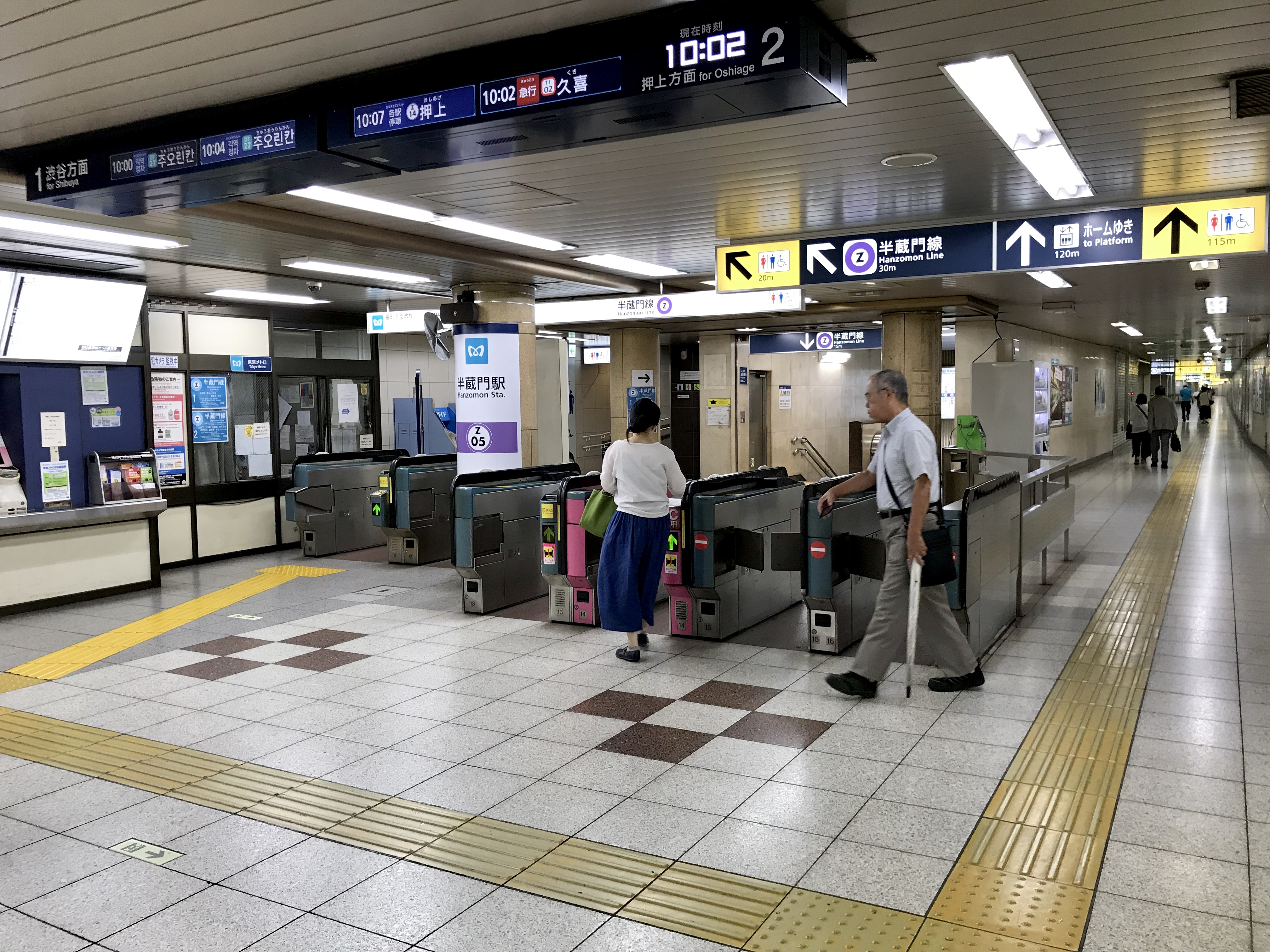
番町方面改札（2018年9月）
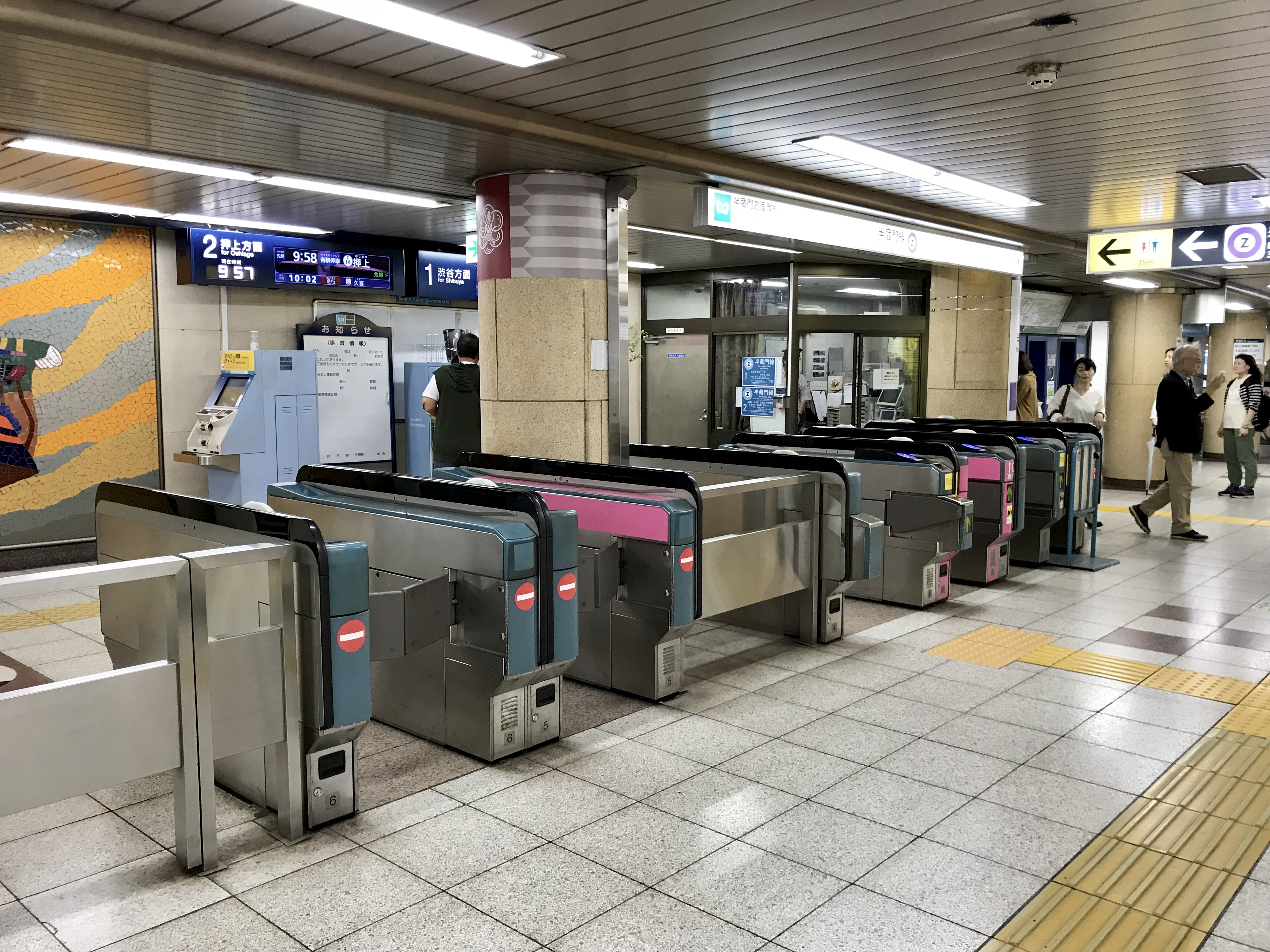
半蔵門方面改札（2018年9月）
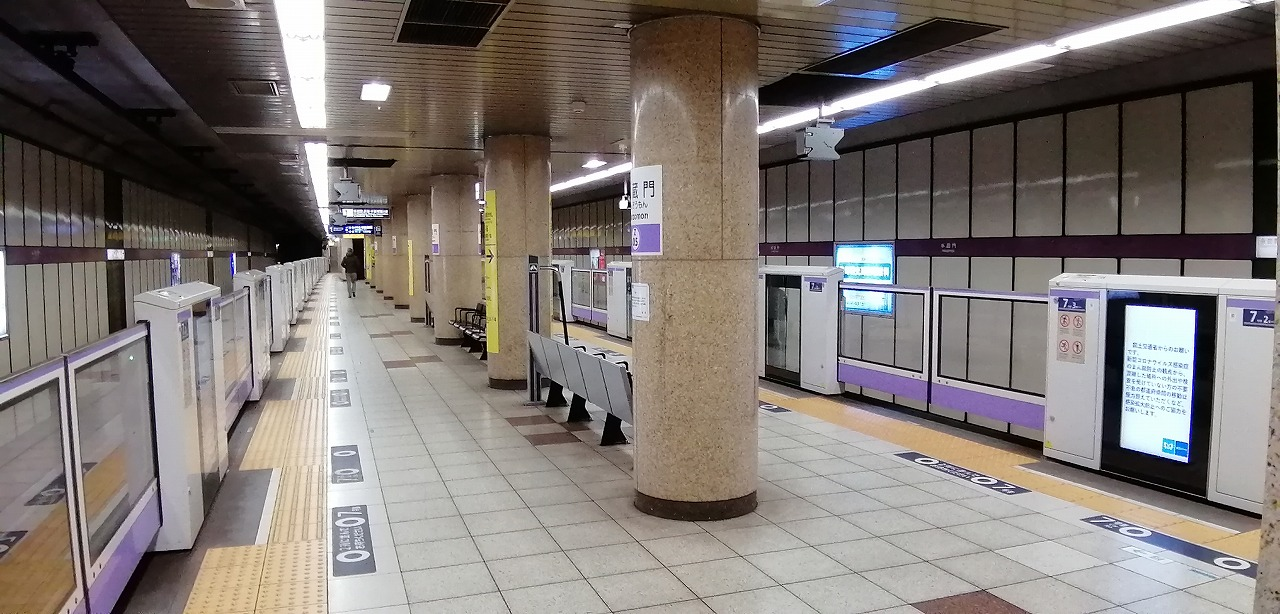
ホーム（2022年9月）

#### 発車メロディ
2018年（平成30年）9月13日に、従来のブザーに代わり発車メロディ（発車サイン音）が導入された。国立劇場の最寄り駅であることにちなみ、1番線では歌舞伎の黒御簾音楽の「てんつつ」、2番線では人形浄瑠璃文楽の「寿式三番叟」をアレンジしたものを使用している。メロディはいずれもスイッチの制作で、編曲は福嶋尚哉が手掛けた。日本芸術文化振興会の監修により、和楽器音源とシンセサイザー音をミックスしたメロディが制作されている。

## 利用状況
2024年度の1日平均乗降人員は73,487人であり、東京メトロ全130駅中55位。
近年の1日平均乗降・乗車人員推移は下表の通り。
| 年度               | 1日平均 乗降人員 | 1日平均 乗車人員 | 出典                     |
| ------------------ | ---------------- | ---------------- | ------------------------ |
| 1990年（平成02年） |                  | 33,619           | [ 東京都統計 1 ]         |
| 1991年（平成03年） |                  | 34,333           | [ 東京都統計 2 ]         |
| 1992年（平成04年） |                  | 34,392           | [ 東京都統計 3 ]         |
| 1993年（平成05年） |                  | 32,858           | [ 東京都統計 4 ]         |
| 1994年（平成06年） |                  | 32,608           | [ 東京都統計 5 ]         |
| 1995年（平成07年） |                  | 33,525           | [ 東京都統計 6 ]         |
| 1996年（平成08年） |                  | 34,375           | [ 東京都統計 7 ]         |
| 1997年（平成09年） |                  | 34,753           | [ 東京都統計 8 ]         |
| 1998年（平成10年） |                  | 35,367           | [ 東京都統計 9 ]         |
| 1999年（平成11年） |                  | 34,574           | [ 東京都統計 10 ]        |
| 2000年（平成12年） |                  | 34,732           | [ 東京都統計 11 ]        |
| 2001年（平成13年） |                  | 35,841           | [ 東京都統計 12 ]        |
| 2002年（平成14年） | 73,270           | 35,359           | [ 17 ] [ 東京都統計 13 ] |
| 2003年（平成15年） | 76,693           | 36,552           | [ 東京都統計 14 ]        |
| 2004年（平成16年） | 74,105           | 36,970           | [ 東京都統計 15 ]        |
| 2005年（平成17年） | 75,033           | 37,414           | [ 東京都統計 16 ]        |
| 2006年（平成18年） | 77,667           | 38,962           | [ 東京都統計 17 ]        |
| 2007年（平成19年） | 80,605           | 40,380           | [ 東京都統計 18 ]        |
| 2008年（平成20年） | 78,063           | 38,866           | [ 東京都統計 19 ]        |
| 2009年（平成21年） | 76,269           | 37,975           | [ 東京都統計 20 ]        |
| 2010年（平成22年） | 74,029           | 36,904           | [ 東京都統計 21 ]        |
| 2011年（平成23年） | 71,882           | 35,882           | [ 東京都統計 22 ]        |
| 2012年（平成24年） | 76,411           | 37,994           | [ 東京都統計 23 ]        |
| 2013年（平成25年） | 80,457           | 40,096           | [ 東京都統計 24 ]        |
| 2014年（平成26年） | 83,266           | 41,408           | [ 東京都統計 25 ]        |
| 2015年（平成27年） | 85,769           | 42,667           | [ 東京都統計 26 ]        |
| 2016年（平成28年） | 85,648           | 42,584           | [ 東京都統計 27 ]        |
| 2017年（平成29年） | 89,961           | 44,816           | [ 東京都統計 28 ]        |
| 2018年（平成30年） | 92,264           | 45,937           | [ 東京都統計 29 ]        |
| 2019年（令和元年） | 91,881           | 45,784           | [ 東京都統計 30 ]        |
| 2020年（令和02年） | 54,757           |                  |                          |
| 2021年（令和03年） | 56,541           |                  |                          |
| 2022年（令和04年） | 66,059           |                  |                          |
| 2023年（令和05年） | 71,847           |                  |                          |
| 2024年（令和06年） | 73,487           |                  |                          |

## 駅周辺
- 皇居
  - 内堀（半蔵濠・桜田濠）
  - 半蔵門 - 門を利用（通行）できるのは皇室関係者が皇居へ出入りする場合のみで、一般開放はされていない。
- 駐日英国大使館
- 駐日アイルランド大使館
- 駐日ローマ法王庁大使館 - バチカン市国の大使館
- 駐日パラグアイ大使館
- 国立劇場
- 国立演芸場
- 最高裁判所
- 警視庁 麹町警察署
- 東京消防庁 麹町消防署
- 千代田区立麹町小学校・幼稚園
- 千代田区役所 麹町出張所・麹町区民館
- 千代田区立四番町図書館
- いきいきプラザ一番町
- 日本学術振興会
- 全国町村議員会館
  - 地方自治情報センター
- 半蔵門駅前郵便局
- 千代田一番町郵便局
- ダイヤモンドホテル
- TOKYO FM本社
- JFNセンター
  - ジャパンエフエムネットワーク (JFNC) 本社
- 株式会社日本総合研究所東京本社
- ONE FOUR TWO by TOJO（旧・東條インペリアルパレス）
  - TOKYO MX本社（半蔵門メディアセンター）
- JCII一番町ビル
  - 日本カメラ財団
  - 日本カメラ博物館
  - JCIIフォトサロン
  - 宝島社
- ぶんか社
- ホテルモントレ半蔵門
- ホテル グランドアーク半蔵門
- ココスナカムラ 麹町店
- 国道20号（新宿通り・麹町大通り・内堀通り）
- 東京都道401号麹町竹平線（内堀通り）
- 麹町駅（東京メトロ有楽町線）

## バス路線
最寄りバス停留所は新宿通り上にある半蔵門バス停、および4番出口付近に位置するジロール麹町入口（半蔵門駅）バス停となる。以下の路線バスが乗り入れ、東京都交通局と日立自動車交通により運行されている。
半蔵門
- 都営バス
  - 都03系統：晴海五丁目ターミナル行・東京駅丸の内北口行 / 四谷駅行
  - 宿75系統：三宅坂行 / 新宿駅西口行

ジロール麹町入口（半蔵門駅）
- 日立自動車交通
  - 風ぐるま 麹町ルート：四谷駅・市ヶ谷駅・地下鉄飯田橋駅東口・千代田区役所方面

## 隣の駅
東京地下鉄（東京メトロ）
 半蔵門線
永田町駅 (Z 04) - 半蔵門駅 (Z 05) - 九段下駅 (Z 06)